# تونی آباد
تونی آباد (انگلیسی: Toni Abad؛ زادهٔ ۳ نوامبر ۱۹۹۶) بازیکن فوتبال اهل اسپانیا است که به عنوان دفاع راست برای الدنسه بازی می‌کند.